# Tracie Spencer
Tracie Monique Spencer, född den 12 juli 1976 i Waterloo, Iowa, är en amerikansk, sångare, låtskrivare, skådespelare och fotomodell. Kort efter sin medverkan i den amerikanska talangtävlingen Star Search blev Spencer den yngsta sångaren i USA att erbjudas ett skivkontrakt. Vid 12 års ålder hade hon R&B-hitsen "Symptoms of True Love" och "Hide and Seek" från sitt självbetitlade debutalbum utgivet via Capitol 1988. Uppföljaren Make the Difference kom 1990 och innehöll en ytterligare rad listframgångar med "Save Your Love", "This House" och "Tender Kisses". Spencer breddade sin karriär som skådespelare och fotomodell under 1990-talet innan utgivningen av sitt sista studioalbum Tracie 1999.

## Tidiga år
Tracie Monique Spencer har afroamerikanska, kaukasiska och kinesiska rötter i släkten. Fadern Marvin Spencer Sr. var en före detta bandmedlem i gruppen Cavaliers. Inspirerad av Billie Holiday började Spencer att imitera sin idol vid 3 års ålder. Vid fem började hon vara modell på olika skönhetstävlingar och uppträdde på bröllop. Vid tio års ålder hade Spencer nått lokal berömmelse, men ville bli känd över hela nationen. Hennes föräldrar kontaktade då Stan Plesser, en manager i Kansas City och tillsammans lanserade de den unga sångerskans karriär. 1987 deltog hon i den amerikanska talangtävlingen Star Search. Hon sjöng Whitney Houstons hitlåt "How Will I Know" och vann. Det Los Angeles-stationerade skivbolaget Capitol Records, som följt sångerskans framgång i tävlingen, erbjöd henne senare ett skivkontrakt. Tracie Spencer tackade tveklöst ja och blev då den yngsta kvinnliga artisten att få ett skivkontrakt med ett stort skivbolag.

## Karriär

### 1988–1992: Musikdebut och genombrott
Efter att ha varit under produktion sedan 1987 färdigställde Tracie Spencer sitt självbetitlade debutalbum i början av 1988 med välkända musikproducenter som Ike Stubblefield, Michael OHara och Ollie E. Brown. Skivan släpptes slutligen den 16 januari samma år. Tracie Spencer blev dock en besvikelse för den unga sångerskan och hennes skivbolag: albumet debuterade på en 186:e plats på USA:s albumlista Billboard 200. Tre veckor senare klättrade albumet till sin topp-position på listan, som endast blev en 146:e plats. Spencers debutalbum hade dock större framgång på USA:s R&B-albumlista där skivan klättrade till en 57:e plats. Albumets ledande singel, "Symptoms of True Love!", blev en smash-hit på USA:s R&B-singellista Hot R&B/Hip-Hop Songs där den tog sig till en 11:e plats. De senare singelutgivningarna "Hide and Seek" och covern av John Lennons "Imagine" presterade båda respektingivande R&B-marknaden. Följande år gjorde sångerskan flera internationella spelningar för att fortsätta marknadsföra singlarna "Symptoms of True Love!" och "Hide and Seek".
Följande år arbetade Spencer på en uppföljare. Den 27 augusti 1990, när Tracie knappt blivit tonåring, släpptes hennes andra studioalbum, Make the Difference. Många av albumets låtar skrevs av Spencer själv och producerades av Kyle Hudnall, Craig T. Cooper och Sir Spence. Albumet debuterade på en 195:e plats på USA:s Billboard 200 och klättrade sakta till sin topp-placering; en 107:e plats. Liksom föregångaren presterade albumet avsevärt bättre på USA:s R&B-albumlista där den tog sig till en 38:e plats och sammanlagt tillbringade hela 92 veckor på listan. Make the Difference framhävde hela 5 singelreleaser; Albumets ledande singel, upptempo-spåret "Save Your Love", blev Spencers första topp-tio singel på USA:s R&B-lista. Andra singeln, "This House" blev Spencers största hit i karriären; låten tog sig till en sjunde plats på USA:s Hot R&B/Hip-Hop Songs och till en 3:e plats på Billboard Hot 100. Balladen "Tender Kisses", skrevs av henne själv och blev Tracies första listetta på USA:s R&B-lista. Låten belönades med en ASCAP med utmärkelsen "Songwriter of the Year" vilket gjorde henne till den yngsta kvinnliga artisten i USA:s musikhistoria att mottaga priset. Albumets sista singel, "Love Me", släpptes år 1992 och klättrade till en andra plats på USA:s R&B-lista. Tack vare Tracie Spencers framgångsrika album och musiksinglar rankades hon senare som en tonårssensation och en av de mest lovande unga sångerskorna att framträda under 1990-talet.
Följande år gick sångerskans nationella turné, Make the Difference Tour, av stapeln. Hon besökte samtidigt en rad skolor i tio av USA:s större städer för att undervisa om hur viktig utbildning är. "Var försiktig med personerna du väljer att umgås med. Håll kvar din moral och dina värderingar. Utbildning är det absolut viktigaste." Hon deltog även i organisationen Children's Defense Fund och belönades senare med en Martin Luther King Christian Leadership Award för att vara en positiv förebild för unga tonåringar.

### 1993–2000: Senare projekt
Fortsättningsvis började Spencer att skådespela, bland annat i ett avsnitt av den populära komediserien Räkna med bråk. År 1997 spelade hon in ett soundtrack, "I'll Be There for You", till filmen Good Burger. Hon började även att modellera för Tommy Hilfiger, Chanel och Dollhouse, vilket i sin tur ledde till att hon deltog i New Yorks och Los Angeles modeveckor där hon stylades av Derek Khan. Hon skrev senare på för "NEXT"- ett modellföretag, och kom att synas i flera modetidningar i slutet av 90-talet.
Under 1998 till tidiga 1999 arbetade Tracie på en uppföljare till 1990:s Make the Difference. Den 22-åriga sångerskan jobbade med musikproducenter som Soulshock & Karlin, Arnold Hennings och Peter Biker. Hon arbetade även med den Grammy Award-vinnande låtskrivaren Diane Warren på balladen "Nothing Broken But My Heart" och skrev sju låtar till albumet själv. Det faktum att Tracie Spencer gav ut sitt första musikalbum på nio år, gjorde henne till en av få artister som hann göra comeback redan i 20-årsåldern. Tracie klättrade till en 19:e plats på USA:s R&B-albumlista och blev hennes högst-listpresterande musikalbum i karriären. Skivan märkte också sångerskans övergång från tonårsstjärna till vuxen, något som hyllades av musikkritiker som tyckte att arbetet var "genomtänkt" och "omöjlignekande äkta". Albumets ledande singel, "It's All About You (Not About Me)", blev en av Spencers största hit till dato som klättrade till en 6:e plats på USA:s R&B-lista och tog sig till en 18:e plats på Billboard Hot 100. Dessvärre kunde inte sångerskan upprätthålla en kommersiell status med sitt tredje studioalbum vilket resulterade i att albumet snabbt föll ur listorna. Skivans andra singel, balladen "Still in My Heart", misslyckades att ta sig upp ur de nedre regionerna av singellistorna i USA. Vibe Magazine redogjorde att en bidragande orsak till Spencers abrupta bortfall från musiklistorna, var svår konkurrens från den nya generationens sångerskor som Britney Spears, Brandy, Monica och Christina Aguilera.
Tracie Spencer har sedan dess mer eller mindre varit borta från musikbranschen. Under en tid i början av 2000-talet sjöng hon som bakgrundssångerska åt artister som Kanye West, 50 Cent och Eve. Hon har även haft mindre filmroller och deltagit i pjäsen "Choices" i Los Angeles år 2006.

## Diskografi
- Tracie Spencer (1988)
- Make the Difference (1990)
- Tracie (1999)